# حركة الشباب الثوري
حركة الشباب الثوري (RYM) كانت قسمًا من أقسام طلاب من أجل مجتمع ديمقراطي التي عارضت اتحاد الطلبة العمال في حزب العمل التقدمي. وقد انضم أغلبية القادة الوطنين لحركة طلاب من أجل مجتمع ديمقراطي إلى حركة الشباب الثوري من أجل معارضة خط حزب العمل التقدمي وما زعموا أنه محاولة للاستيلاء على هيكل القيادة في حركة طلاب من أجل مجتمع ديمقراطي، خصوصًا في مؤتمر طلاب من أجل مجتمع ديمقراطي الذي عُقد في عام 1969 في شيكاغو.
ولقد كان الأساس النظري لحركة الشباب الثوري هو استيعاب أن أغلب السكان الأمريكيين، بما في ذلك الطلاب وما يطلق عليه «الطبقة الوسطى» بسبب علاقتها بأدوات الإنتاج؛ أو الطبقة العاملة، وبالتالي، فإن الأساس التنظيمي لحركة طلاب من أجل مجتمع ديمقراطي، والتي بدأت في كليات القمة وامتدت إلى المؤسسات العامة مع تنامي المنظمة، يمكن أن يتم توسيعه ليشمل الشباب بصفة عامة، بما في ذلك الطلاب، وأولئك الذين يخدمون في الجيش والعاطلين. ويمكن أن يتم اعتبار الطلاب على أنهم عمال في طريقهم لاكتساب المهارات اللازمة قبل أن يتم توظيفهم. وقد تعارض ذلك مع وجهة نظر حزب العمل التقدمي التي كانت تنظر إلى الطلاب والعمال على أنهما فئتان منفصلتان يمكنهما التحالف معًا، إلا أنهما يجب أن يتم فصلهما من الناحية التنظيمية.
ومن الناحية السياسية، فإن حركة الشباب الثوري تختلف في آرائها وأفكارها مع ما زعمت أنه معارضة من قبل حزب العمل التقدمي لحق تقرير المصير للأمم والمجموعات الإثنية المضطهدة. ولقد كان نشر حزب العمل التقدمي لوثيقة مكافحة القومية المستقبلية في عام 1969 الدليل الرئيسي الذي استخدمته حركة الشباب الثوري على ذلك. كما انتقدت حركة الشباب الثوري كذلك هجوم حزب العمل التقدمي على الجبهة القومية لتحرير فيتنام، والتي اتهمها الحزب «ببيع نفسها» للولايات المتحدة أثناء محادثات السلام في باريس، بالإضافة إلى توجيه انتقادات أخرى. ولكن، الأهم من ذلك أن حركة الشباب الثوري عارضت ما اعتبرته هجمات لا أساس لها من حزب العمل التقدمي على حزب الفهود السود (Black Panther Party).
وأثناء تقسيم حركة طلاب من أجل مجتمع ديمقراطي في عام 1969، غادرت حركة الشباب الثوري قاعة المؤتمرات وأعلنت أنها هي «الحركة الحقيقة لطلاب من أجل مجتمع ديمقراطي» في مساحة جديدة عبر الشارع.
ومع تقسيم حركة طلاب من أجل مجتمع ديمقراطي، انقسمت حركة الشباب الثوري ذاتها. فهناك قسم في حركة الشباب الثوري (يشار إليه باسم حركة الشباب الثوري 1)، والذي يضم أغلب قادة حركة طلاب من أجل مجتمع ديمقراطي بما في ذلك برناردين دورن وديفيد جيلبرت ومارك رود، تحولوا لتكوين منظمة ويزرمان (Weatherman). وقد احتفظت منظمة ويزرمان بالسيطرة على المكتب القومي لحركة طلاب من أجل مجتمع ديمقراطي وقوائم العضوية قبل حل الحركة وإغلاق مقرها الرئيسي في عام 1970، من أجل متابعة الأنشطة السرية التي كان يُعتقد أنها يمكن أن تساعد على إطلاق شرارة الثورة خلال فترة قصيرة.
أما القسم الكبير الآخر من حركة الشباب الثوري، والذي يشار إليه باسم حركة الشباب الثوري 2، فقد كانوا ينحون ناحية داعمي الماوية، ورفضوا الخط الذي اتخذته منظمة ويزرمان فيما يتعلق بالصراع المسلح الفوري في الولايات المتحدة، حيث قالوا إنه يجب أن يتم بناء حزب طليعة ثوري بدلاً من ذلك. وقد أفسحت حركة الشباب الثوري 2 المجال للعديد من المنظمات والتجمعات الثورية الجديدة. وقد أصبح هذا الوسط الاجتماعي معروفًا باسم الحركة الشيوعية الجديدة. ومن بين أكبر مجموعات حركة الشباب الثوري 2 اتحاد منطقة الخليج الثوري، الذي تمكن بعد فترة قصيرة من استيعاب بعض المجموعات الأخرى وأصبح الحزب الشيوعي الثوري في الولايات المتحدة في عام 1975. كما ظهر الحزب الشيوعي (الماركسي اللينيني) (الولايات المتحدة) كذلك نتيجة لتلك النزاعات. وفي عام 1985، وبعد تعرض المنظمات للتقليص أو الانهيار، فإن العديد من هذه المجموعات المتفرعة، بما في ذلك مقر العمال الثوري واتحاد الوحدة البروليتارية ومنظمة الوحدة الثورية وفي وقت لاحق اتحاد أميلكار كابرال-بول روبيسون، توحدت مع بعضها لتكوين منظمة طريق الحرية الاشتراكية، والتي انقسمت على نفسها في عام 1999 حسب التوجهات الأيديولوجية.